# Aloe prinslooi
Aloe prinslooi är en grästrädsväxtart som beskrevs av Frans Verdoorn och David Spencer Hardy. Aloe prinslooi ingår i släktet Aloe och familjen grästrädsväxter.
Artens utbredningsområde är KwaZulu-Natal. Inga underarter finns listade i Catalogue of Life.